# Тетово (аэропорт)
Аэропорт Тетово (макед. Аеродром Тетово) — бывший македонский военный и спортивный аэродром. Был построен в 1948 году и стал одним из самых современных аэродромов Югославии и всего Балканского полуострова, использовался Югославской народной армией. Располагался в 8 км к югу от Тетово около автотрассы Тетово — Гостивар. Позднее был заброшен, использовался как спортивный, но со временем практически полностью разрушился. В настоящее время на месте аэродрома практически нет его следов, хотя местные жители и по сей день называют район «Аэродром».

## История
Аэродром в Тетово был построен к весне 1948 года по просьбе СССР, считался самым современным военным аэродромом Балкан. Имел бетонную взлётно-посадочную полосу длиной 2500 м и шириной 150 м, находился в 8 км к югу от Тетово на левой стороне дороги к Гостивару, в селе Жеровяне. Дорога от аэродрома также вела в деревни Горно-Седларце. Строительство осуществлялось под руководством советских специалистов, на аэродроме базировалось не менее 200 новых истребителей и бомбардировщиков советского производства. Согласно разведывательным данным ЦРУ от декабря 1948 года, это был второй аэродром в Югославии после Скопьевского, где базировался 3-й авиационный полк, и он мог использоваться потенциально ВВС СССР.
Аэродром был оснащён всем современным оборудованием для проведения полномасштабных операций, в том числе и для ночных вылетов. Здесь располагались 250 военных самолётов СССР, в том числе 10 эскадрилий истребителей и 80 эскадрилий бомбардировщиков, в том числе советские истребители семейства «Як», штурмовики «Ил», бомбардировщики «Пе» и американские бомбардировщики «Мартин». Этот аэропорт был центральной базой авиации Югославии, с которой можно было совершать боевые вылеты для контроля воздушного пространства Южной Сербии (для обороны), Греции и Турции (для нападения). Это была главная авиабаза СССР, где хранились топливо и боезапас.
После конфликта СССР и Югославии советские военные специалисты покинули страну, и аэродром перестал упоминаться в американских отчётах. В конце 1950-х и начале 1960-х аэродром использовался как спортивный, а бетонная полоса заросла травой. На нём проводились учения десантников, которые совершали прыжки с парашютом, используя учебный По-2, летевший из Скопье. Ангары были заброшены. К 1995 году аэродром больше не упоминался ни в каких документах, и в настоящее время ничего не напоминает о его присутствии рядом с Тетово.